# Марзук
Марзук (араб. مرزق) — місто у південній частині Лівії, адміністративний центр однойменного муніципалітету.

## Географія
Марзук розташований у пустелі Ідехан-Мурзук.

### Клімат
Місто знаходиться у зоні, котра характеризується кліматом тропічних пустель. Найтепліший місяць — червень із середньою температурою 32.2 °C (90 °F). Найхолодніший місяць — січень, із середньою температурою 12.3 °С (54.1 °F).
| Клімат Марзука          | Клімат Марзука | Клімат Марзука | Клімат Марзука | Клімат Марзука | Клімат Марзука | Клімат Марзука | Клімат Марзука | Клімат Марзука | Клімат Марзука | Клімат Марзука | Клімат Марзука | Клімат Марзука | Клімат Марзука |
| Показник                | Січ.           | Лют.           | Бер.           | Квіт.          | Трав.          | Черв.          | Лип.           | Серп.          | Вер.           | Жовт.          | Лист.          | Груд.          | Рік            |
| Середня температура, °C | 12,3           | 15,2           | 19,3           | 25,4           | 29,2           | 32,2           | 31,4           | 31,3           | 29,2           | 24,7           | 18,5           | 13,3           | 23,5           |
| Норма опадів, мм        | 0.5            | 0.4            | 0.5            | 0.2            | 0.3            | 0.4            | 0              | 0.1            | 0.3            | 1.1            | 0.4            | 0.6            | 4.8            |
| Днів з опадами          | 0,1            | 0,1            | 0,2            | 0,3            | 0,2            | 0,2            | 0,5            | 0              | 0              | 0,1            | 0              | 0,1            | 1,8            |
| Вологість повітря, %    | 45             | 40.9           | 38.4           | 37.6           | 38.2           | 39.1           | 41.7           | 45.3           | 44.1           | 42.4           | 42.1           | 45.7           | 41.7           |
| ----------------------- | -------------- | -------------- | -------------- | -------------- | -------------- | -------------- | -------------- | -------------- | -------------- | -------------- | -------------- | -------------- | -------------- |
| Джерело: Weatherbase    |                |                |                |                |                |                |                |                |                |                |                |                |                |